# Kvintal
Kvintal ima več pomenov, a vsa so vezana na merjenje mase. 
En pomen kvintala je v metričnem sistemu, a ni SI-enota, kjer je:
1 kvintal = 100 kg
Povsem drugačen pomen ima v Imperijalnem in Ameriškem merskem sistemu.
Kvintal ali tudi imenovan Sto teža (hundred weight) ali stot (hundredweight) je enota mere za maso v ameriškem merskem sistemu, ki se je zgodovinsko uporabljal v imperijalnem merskem sistemu v Veliki Britaniji in državah  Commonwealtha. Obstaja razlika med definicijami v teh dveh sistemih.
V Ameriškem je stot določen kot 100 funtov in znaša:
1 cwt = 45,359237 kg
Tak stot uporabljajo tudi v Kanadi.
V Imperialnem sistemu je mera stot določena kot 112 funtov avoirdupoisov (1 avoirdupois funt je enak 16 avoirdupois (unčam)).
V primerjavi s SI sistemom:
1 cwt = 50.80234544 kg
Da bi se med seboj razlikovali, so jim dodani pridevniki short (kratki) za ameriški in long (dolgi) za imperialni stot.
Danes se imperialni stot ne uporablja več, ameriški pa je ostal v uporabi samo v ZDA.